# Myriophyllum mezianum
Myriophyllum mezianum är en slingeväxtart som beskrevs av Anton Karl Schindler. Myriophyllum mezianum ingår i släktet slingor, och familjen slingeväxter. Inga underarter finns listade i Catalogue of Life.